# Jujuy (provinca)
Jujuy (španska izgovarjava: [xuˈxuj]) je provinca v Argentini na skrajnem severozahodu države, na mejah s Čilom in Bolivijo. Edina sosednja argentinska provinca je Salta na vzhodu in jugu.

## Zgodovina
Prekolumbovski prebivalci, znani kot Omaguake in Ocloyas, so se ukvarjali s kmetijstvom in udomačili lame. Imeli so koče iz blata in postavili kamnite utrdbe, da bi zaščitili svoje vasi. Primer takšne trdnjave je Pucará de Tilcara, Pucará pomeni 'trdnjava' (beseda, ki se uporablja tudi za argentinsko bojno letalo Pucara). Inki so pozneje v obdobju širitve osvojili Omaguake in Ocloyas.
Leta 1593 je bilo v prizadevanju Francisca de Argañaraza y Murguíe v dolini Jujuy postavljeno majhno naselje. Kljub odporu avtohtonih Calchaquíes in Omaguacas se je evropsko prebivalstvo in dejavnost vasi utrdilo in raslo.
Konec 17. stoletja je bila carina podkraljestva Peru prenesena iz province Córdobe v Jujuy.
Z ločitvijo od Peruja in ustanovitvijo podkraljestva Río de la Plata je Jujuy izgubil svoj pomen in število prebivalstva se je začelo zmanjševati.
Med majsko revolucijo in bitkami za neodvisnost združenih provinc na jugu, se je v Jujuyju zgodilo veliko spopadov, ker so Španci svoje sile koncentrirali v Peruju. Prebivalci Jujuyja so morali prestati množično evakuacijo zaradi politike požgane zemlje, ki jo je vodil general Manuel Belgrano. Sčasoma so se Španci predali, toda vojna je resno prizadela gospodarstvo tega območja.
Po vrsti notranjih sporov je provinca 18. novembra 1834 razglasila svojo avtonomijo od provinc Tucumán in Salta. Provinca Jujuy je začela postopen proces gospodarskega in družbenega izboljšanja in konec 19. stoletja je nastala industrija sladkornega trsa. Na začetku 20. stoletja je železnica povezala provinco z Buenos Airesom in La Pazom v Boliviji.
Leta 1945 je težka industrija prvič prispela v Jujuy po ukazu generala Manuela Savia, predsednikovega gospodarskega svetovalca, ki je v Jujuyju postavil prvo sodobno argentinsko jeklarno. Leta 1969 se je Jujuy pridružil sosednji provinci Salta, bogati z nafto, z odkritjem nafte s strani državne YPF.
Mednarodno letališče Gobernador Horacio Guzmán deluje od leta 1967.

## Staroselci
Ljudstvo Colla so avtohtoni prebivalci, ki že stoletja živijo v Jujuyju in se ukvarjajo s samostojnim življenjem in kmetovanjem z lamami in kozami. Skupina majhnih proizvajalcev iz Suqueñosa se bori v obrambi Pachamame in njenih pravic kot pripadnikov ljudstva Atacama. Triintrideset vasi se je združilo, da bi nasprotovalo pridobivanju litija, saj zahteva veliko vode, ki jo ima regija zelo malo. Od leta 2019 je bilo v enem slanem jezeru s 450 metrov globine v sončne ribnike črpanih 10 milijard litrov vode. Trdijo tudi, da so postopki litija onesnažili zrak z ostanki kemikalij, ki se uporabljajo za pridobivanje litija, kot so lug, hidratirani natrijev karbonat in druge. Prah draži oči lam in lahko povzroči slepoto.

## Geografija
V Jujuyju so tri glavna področja; Altiplano, visokogorska planota z vrhovi visokimi med 3500 - 5000 metrov, pokriva večji del pokrajine. Río Grande teče skozi kanjon Quebrada de Humahuaca, v višinah med 1000 in 3500 metri. Na jugovzhodu se hribi spustijo v geografsko regijo Gran Chaco. Velika razlika v višini in podnebju povzroča puščavska območja, kot so rudniki soli Salinas Grandes in subtropska džungla Yungas.
Teren province je na različnih območjih večinoma sušen in polpuščavski, razen doline El Ramal reke San Francisco. Temperaturna razlika med dnevom in nočjo je v višjih legah večja, zunaj zmernega območja reke San Francisco pa je malo padavin.
Reka Río Grande in reka San Francisco tečeta do reke Bermejo. Reke San Juan, La Quiaca, Yavi in Sansana tečejo do reke Pilcomayo.

## Upravna delitev
Provinca je razdeljena na 16 departmajev (špansko departamentos).
Departma (sedež):
1. Cochinoca (Abra Pampa)
2. El Carmen (El Carmen)
3. Doctor Manuel Belgrano (San Salvador de Jujuy)
4. Humahuaca (Humahuaca)
5. Ledesma (Libertador General San Martín)
6. Palpalá (Palpalá)
7. Rinconada (Rinconada)
8. San Antonio (San Antonio, Jujuy)
9. San Pedro (San Pedro)
10. Santa Bárbara (Palma Sola, Jujuy)
11. Santa Catalina (Santa Catalina)
12. Susques (Susques)
13. Tilcara (Tilcara)
14. Tumbaya (Tumbaya)
15. Valle Grande (Valle Grande)
16. Yavi (La Quiaca)

## Gospodarstvo
Gospodarstvo province Jujuy je zmerno nerazvito, a zelo raznoliko. Ocenjeno gospodarstvo leta 2006 je znašalo 2,998 milijarde ameriških dolarjev ali 4899 ameriških dolarjev na prebivalca (več kot 40 % pod državnim povprečjem).

### Kmetijstvo
Jujuy kljub podeželskemu profilu ni posebno agraren. Kmetijstvo prispeva približno 10 % k proizvodnji, glavna kmetijska dejavnost pa je sladkorni trs. Njegova predelava predstavlja več kot polovico bruto proizvodnje province in 30 % nacionalne proizvodnje sladkorja. Druga kmetijska dejavnost je tobak, gojen v jugovzhodni dolini, kot glavni nacionalni proizvajalec.
Med drugimi pridelki so fižol, citrusi in paradižnik ter druga zelenjava za lokalno prehrano. Govedo in koze gojijo v majhnem obsegu, predvsem za lokalne mlekarne, lame, vikunje in gvanake pa v številnih rejah volne.
Predelovalne dejavnosti so v Jujuyju bolj opazne kot v nekaterih sosednjih provincah, saj gospodarstvu dodajo 15 %. Jujuy je drugi največji argentinski proizvajalec železa, ki ga uporablja jeklarna Altos Hornos Zapla.

### Rudarstvo
Druge industrijske dejavnosti vključujejo rudarstvo gradbenega materiala, pridobivanje nafte v kraju Caimancito, pridobivanje soli iz solnega bazena Salinas Grandes in proizvodnjo papirja, ki ga hranijo gozdovi z 20 % industrijskega proizvoda province.
Argentina je drugi največji proizvajalec litijeve slanice na svetu  s sedežem v Jujuyju. Tako imenovani litijev trikotnik, ki ga sestavljajo severovzhodna Argentina, Bolivija in Čile, ima več kot polovico svetovne oskrbe.

## Turizem
Turizem na tem območju je pomembna in še vedno naraščajoča vrsta, argentinskih turistov je 80 %, turistov iz drugih južnoameriških držav je 12 % in Evropejcev 7 %. Večina turistov se odpravi v San Salvador de Jujuy, da začne raziskovanje pokrajine. Mednarodno letališče Horacio Guzmán, 34 km od San Salvadorja, povezuje provinco z Buenos Airesom, Córdobo in nekaterimi destinacijami v Boliviji.
Poleg fantastičnega kontrasta kopenskih barv in formacij turiste privlačijo tudi močne domorodne korenine v kulturi Jujuyja. Na tem območju sobivata kulturi Ajmará in Kečuji, ruševine Inkov pa so dobro ohranjene.
Turisti, ki pridejo v Jujuy, obiščejo območje Quebrada de Humahuaca in Cerro de los Siete Colores, Pucará de Tilcara, Salinas Grandes in številna majhna mesta. Druge manj pogoste destinacije so narodni park Calilegua v džungli Yungas, La Quiaca, Laguna de Pozuelos in Laguna Guayatayoc.

## Filmi posneti v provinci Jujuy
- Cocaine Wars, (Kokainske vojne - 1985).
- Veronico Cruz, (1988).
- My Masterpiece (Moja mojstrovina - 2018), dir. Gastón Duprat.

## Galerija
- Ruševine Pucará de Tilcara
- Cerro de los Siete Colores, Purmamarca
- Calle de Tilcara, Jujuy, Argentina
- Patio znotraj stolnice v Jujuyju, San Salvador de Jujuy.
- Državna cesta št. 9 med Jujuyjem in Salto